# Botany Point
Der Botany Point (englisch; polnisch Przylądek Botaniki) ist eine kleine und felsige Landspitze von King George Island im Archipel der Südlichen Shetlandinseln. Sie liegt südlich des Professor-Gletschers und westlich des Tern-Nunataks am Ufer des Martel Inlet, einer Nebenbucht der Admiralty Bay.
Polnische Wissenschaftler benannten sie 1980.